# بیهاری‌پور (باریسال)
بیهاری‌پور (به لاتین: Biharipur) یک روستا در بنگلادش است که در استان باریسال و در ناحیه باریسال واقع شده است.